# Topolino costruttore
Topolino costruttore (Building a Building), meglio noto in Italia col titolo delle edizioni home video  Impresa di costruzioni è un film del 1933 diretto da David Hand. È un cortometraggio animato della serie Mickey Mouse, prodotto dalla Walt Disney Productions e uscito negli Stati Uniti il 7 gennaio 1933, distribuito dalla United Artists. Un remake del film di Oswald il coniglio fortunato Sky Scrappers (1928), il cartone animato raffigura Topolino che lavora in un cantiere sotto la supervisione di Pietro Gambadilegno (con la gamba di legno sul lato sbagliato), mentre Minni vende pacchetti pranzo per i lavoratori. Fu il primo incarico di Hand come regista alla Disney.
Il film venne nominato per l'Oscar al miglior cortometraggio d'animazione ai Premi Oscar 1934, ma perse a favore de I tre porcellini, sempre della Disney. Questo fu il secondo cortometraggio di Topolino nominato all'Oscar.
L'escavatore a vapore che Topolino pilota in questo cartone animato riappare in Epic Mickey durante il livello della Montagna delle Topocianfrusaglie, mentre il corto stesso appare come un livello 2D in Epic Mickey 2: L'avventura di Topolino e Oswald.
In TV il film viene trasmesso col titolo Topolino in cantiere.

## Trama
Topolino sta usando un escavatore a vapore in un cantiere. Minni appare su un carro trainato da Pluto, vendendo pacchetti pranzo ai lavoratori per 15 centesimi. Distratto da Minni, Topolino combina vari guai ai danni di Pietro, il caposquadra, che flirta invano con la ragazza. Quando Pietro, spazientito dai disastri di Topolino, inizia a strangolarlo, un fischio annuncia l'ora del pranzo. Topolino si prepara a mangiare un sandwich di pesce, ma esso viene rubato da Pietro. Minni si offre di dargli un pacchetto pranzo gratis. Mentre Topolino sta mangiando il pranzo, Pietro rapisce Minnie dall'alto con una gru.
Topolino insegue Pietro, e infine lotta con lui in alto sulla costruzione. Minni afferra una padella di rivetti incandescenti e li mette nei pantaloni di Pietro. Questo dà ai topi abbastanza tempo per scappare mentre Pietro si versa l'acqua nei pantaloni. Pietro insegue Topolino e Minni sparando loro dei rivetti con un martello pneumatico. Il martello però gli cade nei pantaloni e si attacca alla sua gamba di legno. I topi scappano giù da uno scivolo a bordo di una carriola, mentre Pietro cade in una betoniera e smantella accidentalmente una grande porzione del fabbricato. Una volta arrivato al suolo, Pietro licenzia Topolino. Lui però entra in affari con Minni vendendo pacchetti pranzo.

## Distribuzione

### Edizione italiana
Il primo doppiaggio italiano del film effettuato dalla C.V.D. venne incluso nella VHS del 1986 Cartoni animati da Oscar. Il film venne poi colorato al computer e ridoppiato dalla Royfilm negli anni '90/'00, e tale versione viene trasmessa in TV. In DVD è stata invece inclusa l'edizione originale, senza doppiaggio italiano.

## Accoglienza
Piotr Borowiec disse che questo cartone animato ha una migliore animazione, una storia più forte e gag migliori rispetto ai precedenti. L'istruttore d'arte dello studio Don Graham insegnò una lezione in cui gli allievi studiavano i film live-action e confrontavano i cartoni animati Disney. Nella lezione, gli studenti confrontarono Elefante infelice e questo cartone animato, trovando migliore quest'ultimo. Michael Barrier fu in disaccordo sulla loro decisione, ma disse che gli studenti avevano un senso.

## Edizioni home video

### VHS
- Cartoni animati da Oscar, novembre 1986

### DVD
- Walt Disney Treasures: Topolino in bianco e nero (16 aprile 2009)
- Topolino Vintage (20 novembre 2013)